# جون بوفورت (إيرل سومرست الأول)
جون بوفورت، إيرل سومرست الأول (بالإنجليزية: John Beaufort, 1st earl of Somerset)‏ هو الأبن الأكبر من أبناء جون غونت الأربعة الغير الشرعيين والذين تم منحم الشرعية بعد زواج والديه عام 1396 .